# Carmen Sevilla
Carmen Sevilla, nom artístic de María del Carmen García Galisteo (Sevilla, 16 d'octubre de 1930 - Madrid, 27 de juny de 2023) va ser una cantant, ballarina, actriu i presentadora de televisió espanyola.
En l'àmbit familiar va ser la mitjana de tres germans. El seu pare, Antonio García, era comptable de professió i lletrista de cançons cantades per, entre d'altres, Imperio Argentina i Estrellita Castro; la seva mare, Florentina Galisteo, mestressa de casa, va ser la que va empènyer a la seva filla a seguir amb la seva carrera artística. D'altra banda, el seu avi, José García Rubino, va ser un destacat periodista de Cadis.
Des de la infància va tenir una gran passió per la música i la dansa. Amb només tretze anys va debutar en públic com a ballarina de la prestigiosa companyia d'Estrellita Castro, en un espectacle anomenat Rapsodia española al costat de Paquita Rico i Ana Esmeralda. Va continuar treballant i va arribar a formar de les companyies d'El Príncipe Gitano i de Paco Reyes. Als disset anys va debutar en el cinema amb un petit paper a la pel·lícula Serenata Española i el 1950 va fer el paper protagonista a Jalisco canta en Sevilla al costat de l'ídol mexicà Jorge Negrete. Va actuar en algunes pel·lícules fora d'Espanya, el 1972 va participar en Marc Antoni i Cleòpatra amb Charlton Heston.
Va ser també presentadora de televisió, per exemple, el 1990 va presentar el Telecupón, encàrrec que va acceptar perquè aleshores no passava per una bona situació econòmica. El 2004 va passar a presentar el programa Cine de Barrio, en substitució de José Manuel Parada. Els oblits de la presentadora, a causa de la malaltia, van fer que fos substituïda per Concha Velasco el desembre de 2010.
El 2009 li va ser diagnosticat alzheimer i amb els anys va perdre memòria fins a no reconèixer els seus familiars més pròxims. Els últims anys s'estaria en una residència d'Aravaca (Madrid), allunyada de les visites per petició expressa del seu fill, que és l'únic que la visita juntament amb Moncho Ferrer, l'amic més antic de Sevilla.
Es va casar dues vegades. El 23 de febrer de 1961 a Saragossa amb August Algueró, amb qui tindria el seu primer i únic fill, Augustito el 4 de juliol de 1964. També treballaria amb ell en algunes actuacions. El 1974 es van divorciar, aleshores Sevilla ja vivia amb Vicente Patuel, un empresari de sales cinematogràfiques, amb qui es va casar el 1985, als jutjats de Jerez de la Frontera, i que va vendre tot el seu patrimoni per instal·lar-se amb ella en una finca d'Herrera del Duque (Extremadura), on es van dedicar a la cria d'ovelles i treballs agrícoles. Sevilla va enviudar de Patuel el 24 d'abril de 2000.
Carmen Servilla va morir el 27 de juny de 2023 a 92 anys en un hospital de Madrid on havia estat trasllada per complicacions del seu estat de salut.